# Gemeinde Šmartno ob Paki
Šmartno ob Paki (dt: Sankt Martin an der Pack) ist eine Gemeinde in der Region Štajerska (Untersteiermark) in Slowenien.
Die aus zehn Ortschaften und Weilern bestehende Gesamtgemeinde mit dem Hauptort Šmartno ob Paki liegt am Unterlauf der Paka (dt. Pack) im Bachergebirge. 1256 wurde der Ort erstmals erwähnt. An den Hängen des Mali vrh über Šmartno wird Weinbau betrieben.
1950 wurde im Ortsteil Gorenje das gleichnamige Unternehmen gegründet.

## Ortsteile der Gesamtgemeinde
- Gavce (dt. Gautzen)
- Gorenje (dt. Hohenberg)
- Mali Vrh (dt. Kleinberg)
- Paška vas (dt. Paackdorf)
- Podgora (dt. Bachstein)
- Rečica ob Paki (dt. Rietzdorf)
- Skorno (dt. Skornau)
- Slatina (dt. Sulz)
- Šmartno ob Paki (dt. Sankt Martin an der Pack)
- Veliki Vrh (dt. Grossberg)

## Nachbargemeinden
| Mozirje   | Šoštanj                                     | Šoštanj |
| Mozirje   | Kompassrose, die auf Nachbargemeinden zeigt | Polzela |
| Braslovče | Braslovče                                   | Polzela |

## Persönlichkeiten
- Bojan Prašnikar (* 1953), Fußballspieler und Trainer
- Ana Drev (* 1985), Skirennläuferin